# ブックエース
株式会社ブックエース（BOOK-ACE Ltd.）は、茨城県水戸市に本社を置く書店・レンタル業・コンビニ等を展開する企業。1986年4月2日設立。

## 概要
書籍・CDなどを販売する「ブックエース」を、茨城県を中心に福島県、埼玉県、千葉県、栃木県に展開。2020年12月現在、茨城県に20店舗、福島県に5店舗、埼玉県に2店舗、千葉県に1店舗、栃木県に1店舗出店している。
カルチュア・コンビニエンス・クラブとのフランチャイジーとして「TSUTAYA」をブックエース内に併設している店舗もある。また、水戸市内を拠点とする老舗の川又書店を吸収合併し運営。
未就学児向けの発達支援教室のコペルプラス事業を茨城県に2教室、栃木県に1教室経営している。

## 沿革
- 1986年（昭和61年）4月2日 - 創業者の中村昭彦がブックエース茨大前店を開店。
- 1995年（平成7年） - TSUTAYA春日部16号店を埼玉県春日部市に開店。
- 2006年（平成18年） - 川又書店の経営に参画、2012年に吸収合併。
- 2012年（平成24年） - カルチュア・コンビニエンス・クラブ（CCC）より3億円、日本出版販売より1億円の増資を受ける（CCCが筆頭株主となる。）[2]。
- 2014年（平成26年）
  - CCC出身の奥野康作が取締役から代表取締役社長に昇任。
  - 茨城県で4店舗展開していたオートバックス事業を、同社子会社の夢翔に譲渡[3]。
- 2018年（平成30年） - コペルプラス水戸見川教室を開業。
- 2020年（令和2年） - 水戸ホーリーホックに出資。